# 依托孕烯
伊託孕烯（INN:etonogestrel）是一種商品名稱為Nexplanon和Implanon的裝置，供女性作避孕之用。它以植入劑的形式提供，透過手術植入使用者上手臂皮膚之下。伊託孕烯是一種黃體酯酮 (藥物)，也可與雌激素炔雌醇結合，作為商品名稱為NuvaRing和Circlet的陰道避孕環中使用。伊託孕烯是一種非常有效的避孕方式，效果至少可持續3到4年，一些數據顯示其效果甚至可持續5年。女性於裝置取出後可迅速恢復生育能力。
使用伊託孕烯的副作用有月經不規律、乳房脹痛、情緒變化、痤瘡、頭痛、陰道炎等。伊託孕烯是一種黃體酯酮，因此是孕酮受體的促效劑，而孕酮受體是黃體酯酮等黃體素的生物作用靶點。它的作用機制是阻止排卵、增稠子宮頸開口黏液，以及改變子宮內膜。此藥物具有非常微弱的雄激素和糖皮質激素活性，沒其他重要的激素活性。
伊託孕烯於1972年取得專利，並於1998年開始用於醫療用途。它於2006年獲准在美國上市。截至2010年，伊託孕烯植入劑已在超過90個國家獲得批准，全球約有3百萬女性使用。
一種密切相關且更廣為人知和使用的黃體酯酮 - 去氧孕烯，在使用者體內會代謝為伊託孕烯。

## 醫療用途
依託孕烯以避孕植入劑，和避孕陰道環（與炔雌醇合併使用）劑的形式進行激素避孕。
依託孕烯避孕植入劑是一種長效且可逆避孕法，已被證明是最有效的避孕方法之一。由於此法在植入後不需使用者採取任何行動，因此無論是完美使用（完全遵照指示正確使用）還是典型使用（實際生活中，一般人使用避孕法的方式），植入劑的失敗率均為0.05%。有項對此植入劑中的一種型號進行過研究，涉及超過2,467個婦女年的曝露，並沒發現有任何懷孕案例。
其他研究則發現這種避孕法曾出現一些失敗案例，部分歸因於方法本身失效，部分歸因於植入不當、藥物交互作用或在植入前就已受孕。
相比之下，輸卵管結紮的失敗率為0.5%，宮內節育器 (IUDs) 的失敗率為0.2–0.8%。單個植入劑的批准使用期限為3年，但數據顯示其有效性可達5年。

## 禁忌症
女性在以下情況不應使用依託孕烯植入劑：
- 懷孕或是認為自己可能懷孕
- 對依託孕烯過敏
- 有原因不明的陰道出血
- 患有某些形式的嚴重肝臟疾患

患有先兆偏頭痛的女性不應使用複合激素避孕藥 (簡稱CHC，例如前述陰道避孕環所含的藥物)。
完整的禁忌症列表可在世界衛生組織（WHO）《避孕藥具使用醫療資格標準 2015（Medical Eligibility Criteria for Contraceptive Use 2015）》和美國疾病控制與預防中心（CDC）《美國避孕藥具使用醫療資格標準 2016（United States Medical Eligibility Criteria for Contraceptive Use 2016）》中找到。

## 副作用
- 不規則出血和點滴出血。[31][24][25][26]
- 植入併發症。[24][24][32][27]
- 植入裝置移動。[32][24][33]
- 可能體重增加。[24][25]
- 卵巢囊腫。[24][34]
- 懷孕。[24]
- 痤瘡。[25]
- 其他可能症狀：曾報告過的其他症狀包括頭痛、情緒不穩、憂鬱、腹痛、性慾降低和陰道乾澀。[24]然而並無研究能明確判定這些症狀是由植入劑所引起。[25][26]

## 過量
一般而言，過量服用此避孕藥將不會產生嚴重副作用。

## 交互作用
依非韋倫是一種肝酶CYP3A4的誘導劑，它可能與依託孕烯發生藥物交互作用，導致體內的依託孕烯濃度降低，而升高藥物使用者發生意外懷孕風險。
其他CYP3A4誘導劑也可能產生類似交互作用，但其臨床重要性尚未被充分了解。反過來，CYP3A4抑制劑，例如酮康唑、伊曲康唑和克拉黴素，可能會抑制依託孕烯的代謝，而提高其在使用者體內的濃度。

## 裝置描述

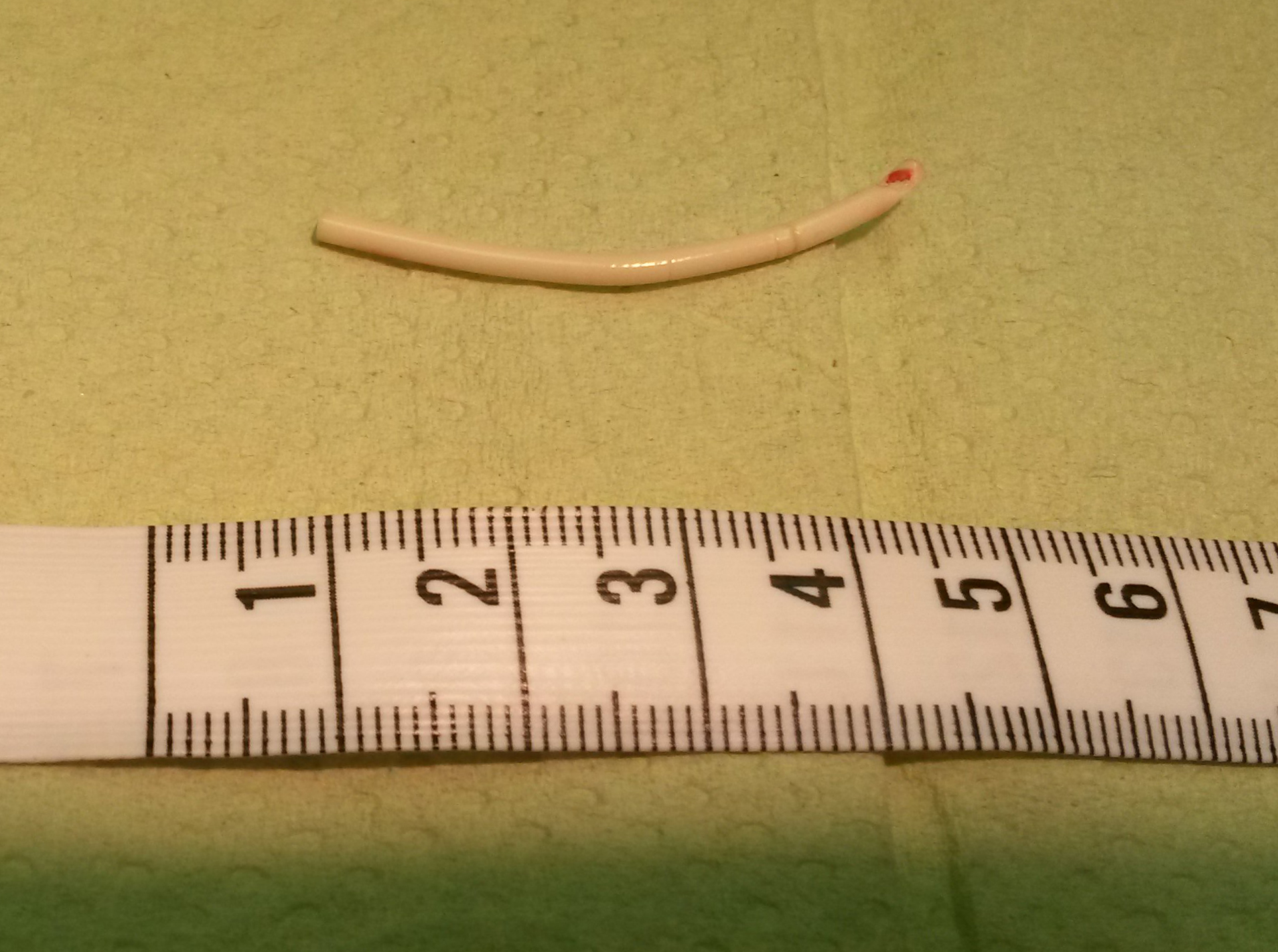
由人體移出的棒狀避孕器。

Nexplanon和Implanon是皮下植入的單一棒狀避孕器，由乙烯/醋酸乙烯酯共聚物製成，尺寸約為4公分長、2公釐直徑，類似火柴棒。棒體內含68毫克的依託孕烯，能持續釋放藥物。研究指出，植入初期血清中依託孕烯濃度會達到高峰（781–894皮克/毫升），之後緩慢下降，但3年後仍能維持在156–177皮克/毫升的穩定水平，確保使用者排卵受到抑制，達到避孕效果。血清藥物濃度在36個月內呈現相對穩定，表示其避孕效力可能會長過3年。
即使製造商官方批准的使用期限為3年，已有研究證明其高效避孕效果可維持長達5年。
這是一種單純孕酮避孕法。

### 植入和取出
植入物的手術須由經驗豐富的臨床醫師執行，以確保正確植入，並將神經損傷或錯位的風險降至最低，以避免因而懷孕。
移除植入物時，會在其遠端區域再次進行局部麻醉。若醫療人員無法透過觸覺檢測到植入物，則可能需要影像學檢查來確定植入桿的位置，然後在植入部位末端的皮膚上做一個小切口，再進行取出。某些情況下，植入物外可能已形成纖維鞘，此時就必須將此鞘切開。接著會使用鑷子將植入物取出。平均來說，移除手術時間約為3至3.5分鐘。

### 植入物移除後的生育力
植入物移除後約一週，裝置釋放的激素會從使用者體內清除，大多數將不會再檢測到依托孕烯。大多數女性會在移除後的6週內開始恢復排卵週期，其生育力會恢復至植入前的水平。

### 不同裝置間的差異
Nexplanon和Implanon NXT兩種裝置與較早推出的Implanon本質上相同，主要的差別在於前兩者核心中額外添加有15毫克的硫酸鋇，因此能透過X光偵測到。此外，Nexplanon和Implanon NXT還配備預裝填的植入器，讓植入手術更為簡便。 

## 藥理學
單純孕酮避孕法的作用機制取決於孕酮的活性和劑量。中等劑量的單純孕酮避孕藥，如Nexplanon/Implanon，允許部分卵泡發育，但幾乎在所有週期中都能抑制排卵，成為其主要的作用機制。
此藥物的次要作用機制是會增加子宮頸黏液的黏稠度，而抑制精子穿透。
此藥物也會對子宮內膜產生影響，理論上可影響受精卵著床，然而並無科學證據顯示它們可實際上阻止受精卵著床。

### 藥效動力學
依托孕烯是一種黃體酯酮，或稱孕酮受體促效劑。相較於左炔諾孕酮和炔諾酮，它的雄性化作用較弱，且不會降低性激素結合球蛋白的濃度。

## 歷史
於1940年代，由於可與人體相容的矽膠出現，而激發醫界開發皮下避孕植入劑的構想。在1964年，研究證實此類植入棒可用於傳輸藥物。在1966年，研究指出其釋放速率適合避孕。總部設於美國紐約市的非營利組織 - 人口委員會（Population Council ）後續開發並將六棒的Norplant及雙棒的Jadelle等植入劑裝置取得專利。單棒植入劑裝置的開發是為解決Norplant六棒系統導致的的併發症，且單棒植入劑體積較小，植入後在皮膚外觀上較不明顯，並改充填依托孕烯以期減少副作用。
依托孕烯的前體藥物去氧孕烯於1981年開始用於醫療用途。Norplant自1983年起開始進入國際市場，於1993年進入美國和英國市場，但因移除的併發症多，於2002年在美國下架。雙棒的Jadelle雖獲美國食品藥物管理局（FDA）批准，卻未在美國銷售，而是在非洲和亞洲受廣泛使用。
依托孕烯本身於1998年首次以Implanon名稱在印尼上市，隨後在英國銷售，並於2006年取得美國批准。為解決Implanon的植入和定位問題，而開發Nexplanon，改良植入器，並讓植入棒具放射線顯影性。Implanon自2012年1月起已停售，Nexplanon成為唯一的單棒植入劑裝置。

## 社會與文化
Etonogestrel（依托孕烯）是此藥物的通用名稱，以及它的國際非專有藥名（INN）、美國採用名稱（USAN）和英國批准名稱（BAN）。它也以其開發代碼名稱ORG-3236而聞名。

### 品牌名稱
依托孕烯以Circlet、Implanon、Nexplanon和NuvaRing等商品名稱於市面上銷售。

### 供應
依托孕烯在全球廣泛供應，包括美國、加拿大、英國、愛爾蘭、歐洲其他地區、南非、拉丁美洲、南亞、東亞和東南亞，以及世界其他地區。

## 研究
一種釋放依托孕烯的子宮內避孕系統曾被開發以供女性避孕用途，但開發工作已於2015年停止。
依托孕烯也曾被研究作為潛在的男性避孕藥。

## 延伸閱讀
- Bennink HJ. . Eur J Contracept Reprod Health Care. September 2000, 5 (Suppl 2): 12–20. PMID 11246602. S2CID 67921250. doi:10.1080/14730782.2000.12288981.
- Varma R, Mascarenhas L. . Curr. Opin. Obstet. Gynecol. June 2001, 13 (3): 335–41. PMID 11396660. S2CID 45520124. doi:10.1097/00001703-200106000-00015.
- . Drug Ther Bull. August 2001, 39 (8): 57–9. PMID 11526801.
- Gaffield ME, Curtis KM, Mohllajee AP, Peterson HB. . Contraception. February 2006, 73 (2): 134–44. PMID 16413844. doi:10.1016/j.contraception.2005.08.002.
- Wagner MS, Arias RD, Nucatola DL. . Expert Opin Pharmacother. August 2007, 8 (11): 1769–77. PMID 17685892. S2CID 42412888. doi:10.1517/14656566.8.11.1769.
- Mansour D, Bahamondes L, Critchley H, Darney P, Fraser IS. . Contraception. March 2011, 83 (3): 202–10. PMID 21310280. doi:10.1016/j.contraception.2010.08.001.
- . The Medical Letter on Drugs and Therapeutics. February 2012, 54 (1383): 12. PMID 22354222.
- Stuebe AM, Bryant AG, Lewis R, Muddana A. . Breastfeed Med. May 2016, 11 (4): 203–6. PMC 4860664 . PMID 27032034. doi:10.1089/bfm.2016.0017.
- López-Picado A, Lapuente O, Lete I. . Eur J Contracept Reprod Health Care. April 2017, 22 (2): 131–146. PMID 28256919. S2CID 24447820. doi:10.1080/13625187.2017.1287351.

## 外部連結
- Etonogestrel implant - AdisInsight
- Ethinylestradiol/etonogestrel vaginal ring - AdisInsight